# 결핵연구원
결핵연구원(結核硏究院)은 결핵에 관한 조사연구, 예방, 치료, 세균검사, 국ㆍ내외 교육훈련 등 국가결핵관리사업을 보다 효과적으로 지원하기 위해 설립된 대한결핵협회 소속의 결핵연구기관이다. 충청북도 청주시 흥덕구 오송생명4로 168-5에 있다.

## 연혁
- 1954년 국제항결핵 및 폐질환연맹(IUAT/LD: International Union Against Tuberculosis and Lung Diseases) 가입
- 1961년 중앙결핵검사소 설치
- 1970년 결핵연구원 설립
- 1987년 BCG 생산시설 준공 (서울특별시 서초구 양재동)
- 1989년 결핵연구원 청사 준공 (서울특별시 서초구 양재동)
- 1995년 세계보건기구 결핵연구, 교육훈련 및 표준검사소 역할 협력기관 지정. WHO 약제내성 감시체계 국제자문검사소 지정
- 1996년 한국국제협력단과의 공동협력으로 국제결핵관리과정 신설
- 1997년 국제결핵관리정보조사기구(TSRU) 국제회의 개최. WPRO/WHO 국제결핵균검사 연수과정 실시
- 2000년 국가결핵정보감시센터(KTBS) 설치
- 2001년 결핵균 DNA정보센터 설치
- 2005년 결핵균검사정보관리시스템(TBIS) 구축 및 운영. 국제결핵연구센터(ITRC) 운영지원
- 2006년 국가결핵관리 영상정보시스템(TBPACS) 구축 및 운영
- 2007년 결핵균 마이코박테리움 균주은행 운영
- 2009년 국가결핵관리영상정보시스템(TBPACS) 질병관리본부 이관. 결핵정보통합관리시스템(TBnet) 구축
- 2010년 4월 9일 오송생명과학단지 내 결핵연구원 준공
- 2010년 10월 11일 오송생명과학단지 내 결핵연구원 이전
- 2011년 세계결핵제로운동본부 국제협력 협약. 식품의약품안정평가원 연구협력체계 협약. BCG백신생산공장 준공 (녹십자 화순공장)
- 2012년 농림수산검역검사본부 연구협력체계 협약. 결핵균검사 및 배지생산 품질경영시스템 인증(ISO9001)

## 조직

### 결핵연구원장
- 연구행정부

| - 기초연구부 | - 국제협력부 | - 진단검사의학1부 - 진단검사의학2부 | - 교육훈련부 |